# Legislatura de Misisipi
La Legislatura de Misisipi (en inglés: Mississipi Legislature) es la legislatura estatal (órgano encargado del Poder legislativo) del estado de Misisipi, en Estados Unidos. Es un órgano bicameral, que está compuesto por la Cámara de Representantes de Misisipi (cámara alta), con 122 miembros, y el Senado Estatal de Misisipi (cámara baja), con 52 miembros. Tanto los representantes como los senadores cumplen mandatos de cuatro años sin límite de mandato. La Legislatura se reúne en el Capitolio del Estado de Misisipi, en Jackson.

## Historia

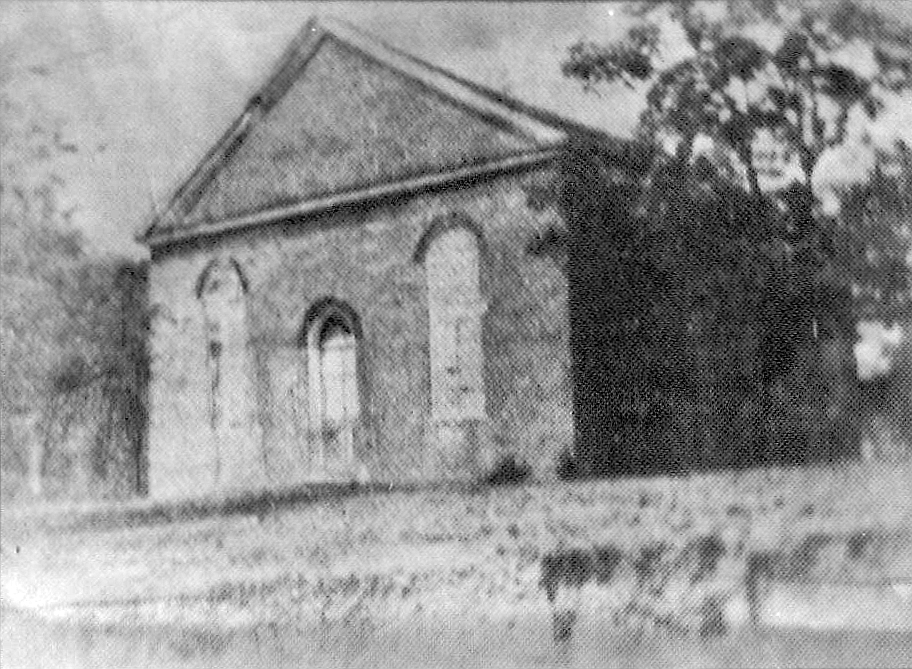
Esta iglesia de ladrillo fue erigida en Washington, Mississippi en 1816. La primera Constitución de Mississippi fue escrita y adoptada aquí; La primera legislatura del estado se reunió aquí en 1817. El juicio preliminar por traición del vicepresidente Aaron Burr ocurrió bajo unos robles cercanos.

La Legislatura de Misisipi fue creada como la Asamblea General de Mississippi en 1800, cuando Misisipi todavía era un territorio. A partir de 1833, se conoció como la Legislatura de Misisipi. 

## Poderes y proceso
La Constitución de Misisipi otorga a la legislatura estatal la autoridad para determinar las reglas de sus propios procedimientos, castigar a sus miembros por conducta desordenada y expulsar a un miembro con dos tercios de los votos de los miembros de su cámara.
Un proyecto de ley puede originarse en una de cualquiera de las dos cámaras y ser enmendado o rechazado en la otra, y debe ser leído por su título en tres días diferentes en cada cámara, a menos que dos tercios de la casa prescindan de las reglas. La Constitución de Misisipi prohíbe enmendar un proyecto de ley para cambiar su propósito original.  Los proyectos de ley enmendados en la segunda cámara, deben volver a someterse a votación para aceptar las enmiendas. 
El gobernador de Misisipi tiene el poder de vetar la legislación, pero los legisladores pueden anular el veto con una decisión de dos tercios.

## Mandato
Los miembros de la Cámara de Representantes de Misisipi son elegidos por períodos de cuatro años y los senadores del estado de Misisipi también son elegidos por períodos de cuatro años.